# Handlungsorientierte Medienpädagogik
Als Handlungsorientierte Medienpädagogik wird eine Methode der Vermittlung von Medienkompetenz bezeichnet, die darauf abzielt, dass Rezipienten Medien zur Auseinandersetzung mit der Lebenswelt und zur Gestaltung der Lebenswelt verwenden können. Eine Begründung für die Handlungsorientierte Medienpädagogik ist die an die Symboltheorie von Ernst Cassirer anschließende Annahme, dass sich Denken und Handeln in Interaktionen vollziehen. Die Handlungsorientierten Medienpädagogik stellt daher nicht die direkte Instruktion, sondern vor allem interaktive Handlungen und Aktivitäten in den Mittelpunkt. Menschen werden dabei als Subjekte verstanden, die sich selbst bestimmen und ihren Umgang mit Medien auf Grund ihrer kommunikativen Kompetenz souverän gestalten können. Daher steht  die selbstbestimmte Verwendung von Medien und die souveräne Gestaltung von Medien in der Lebenswelt im Mittelpunkt der Handlungsorientierten Medienpädagogik. Die Methode  wird in der medienpädagogischen Praxis mit verschiedenen  Zielgruppen (etwa mit Kindern, Jugendlichen, Erwachsenen, älteren Menschen) und mit verschiedenen Medien (beispielsweise Hörfunk, Video, Zeitung) verwendet.
Die tätige Auseinandersetzung mit Medien wird vor allem in der medienpädagogischen Projektarbeit und der aktiven Medienarbeit realisiert. So bezeichnet etwa Dieter Baacke Projekte als "Königsweg" der Förderung von Medienkompetenz.